# Overschrijdingslijn

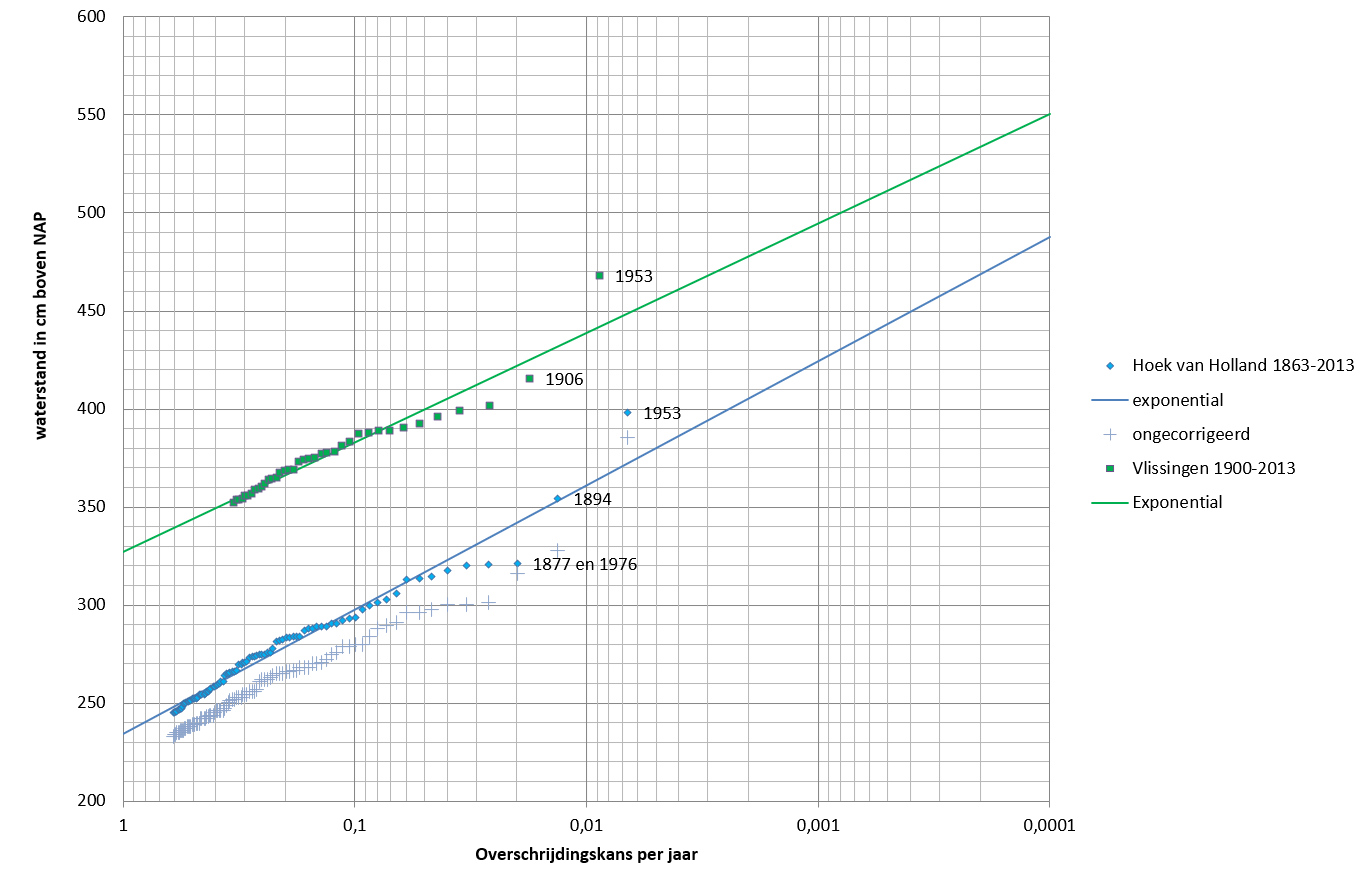
Overschrijdingslijnen voor Vlissingen en Hoek van Holland

Een overschrijdingslijn is een lijn die aangeeft met welke kans een bepaalde gebeurtenis, bijvoorbeeld een waterstand, overschreden wordt, de overschrijdingskans. Dijken moeten bestand zijn tegen een waterstand die met een bepaalde kans optreedt (bijv. 1/4000e per jaar). Om te bepalen welke waterstand daarbij hoort wordt een overschrijdingslijn gemaakt.
Eerst wordt een lijst gemaakt van alle stormvloedstanden langs de kust, vervolgens worden die gesorteerd op grootte, en ten slotte geplot op logaritmisch papier. Het resultaat is een grafiek als aangegeven. Hierin zijn voor zowel Vlissingen als Hoek van Holland de hoogste stormvloeden in de laatste anderhalve eeuw weergegeven. 
Door de punten kan een regressielijn getrokken worden, en aan de hand van deze lijn kan dus een waterstand met een bepaalde kans afgelezen worden. Volgens deze grafiek is de 1/4000e (kans 2,5 · 10-4) waterstand  5,3 m boven NAP.
Bij een dergelijke analyse moeten de data wel homogeen zijn, d.w.z er mogen geen andere verschijnselen in verstopt zitten. In de waargenomen stormvloedstanden zit echter ook een effect van de zeespiegel. De zeespiegel is in de afgelopen anderhalve eeuw behoorlijk gestegen, en daarvoor moet gecorrigeerd worden. In de grafiek van Hoek van Holland zijn de oorspronkelijke data gepresenteerd (licht blauwe kruisjes) en de naar 2013 gecorrigeerde niveaus (blauwe vierkantjes). 
De lijn geeft dus de situatie van dit moment weer. Als men wil weten wat de 1/4000e waterstand in 2100 is, moet de gehele lijn met de te verwachten zeespiegelstijging ophoog geschoven worden. Dus als tot 2100 nog 1 m zeespiegelstijging verwacht wordt, is de 1/4000e waterstand in 2100 voor Vlissingen 6,3 m boven NAP.
Het idee dat stormvloeden een extreme kansverdeling volgen is het eerste ontwikkeld door Wemelsfelder in een publicatie van "De Ingenieur" uit 1939.
Voor de rivierafvoer kan een vergelijkbare analyse gemaakt worden. Voor dijken langs de Rijn geldt bijvoorbeeld dat ze bestand moeten zijn tegen een afvoer met een kans van voorkomen van 1/1250e per jaar.

## Verdelingstypen
In dit voorbeeld is de analyse uitgevoerd met een exponentiële verdeling. Dit is de meest eenvoudige vorm. Het blijkt dat extreme waarden over het algemeen beter passen op een extreme waarden verdeling, zoals een Gumbel of Weibull verdeling. Tegenwoordig wordt vaak aan de gegeneraliseerde Paretoverdeling de voorkeur gegeven.
Mathematisch zijn deze verdelingen lastiger dan de exponentiële verdeling, maar het principe is hetzelfde.  